# Fábrica Azucarera Nuestra Señora del Pilar
La fábrica azucarera Nuestra Señora del Pilar es un antiguo complejo industrial situado en el municipio español de Motril, en la provincia de Granada, comunidad autónoma de Andalucía. La planta de Nuestra Señora del Pilar fue construida a finales del siglo XIX como una fábrica azucarera, manteniéndose en funcionamiento entre 1883 y 1984. En la actualidad se encuentra preservada de forma parcial.

## Historia
La factoría primitiva fue diseñada por el arquitecto Francisco Jiménez Arévalo, construyéndose el complejo en varias fases. La casa de administración y los almacenes fueron levantados en 1882, edificándose las cuatro naves de la fábrica en 1883. La Sociedad General Azucarera de España adquirió la factoría hacia 1928-1929 y procedió a implementar una ampliación de su capacidad de producción con fin de concentrar en ella toda la actividad azucarera de la Vega del Guadalfeo. Entre 1936 y 1939, durante el transcurso de la Guerra Civil, las instalaciones estuvieron inactivas debido a la situación bélica. La planta azucarera dejó de operar en 1984, tras casi un siglo de actividad.

## Características
La fábrica azucarera se encuentra situada en la zona oriental de Motril, en un cerro comprendido en el paraje de la Rambla de las Brujas, estando su recinto integrado en el perímetro urbano de la localidad. Constituye un complejo que se compone de las siguientes instalaciones: la factoría propiamente dicha, la casa de administración, tres almacenes para efectos y útiles, dos viviendas para empleados y una colonia para obreros compuesta por 27 casas y otras edificaciones de carácter auxiliar. Debido a la reforma realizada en 1929, que modernizó los molinos y turbinas, no han llegado a la actualidad muchos de los bienes que componían las instalaciones originales. Entre lo que sí se ha conservado se encuentra un conjunto de máquinas de vapor modelo Fives-Lille, de 1889, así como un molino de azúcar pilé de la misma marca y época.